# زینب گیوه
زینب گیوه (۲۰ تیر ۱۳۶۲) یک ورزشکار رشته والیبال اهل ایران و تهران است. او به مدت ۵سال (از سال ۱۳۸۲تا ۱۳۹۶)کاپیتان و عضو تیم ملی والیبال بانوان کشور ایران و بازیکن باشگاه دانشگاه آزاد اسلامی بوده‌است. انتقال وی به باشگاه شومن بلغارستان باعث شد همزمان با مائده برهانی، هم تیمی او و دیگر کاپیتان تیم ملی، اولین زن ایرانی باشد که عنوان لژیونر والیبال زنان را دریافت می‌کند. او هم‌اکنون در سال ۱۳۹۹ به عضویت باشگاه اکسون تهران درآمده است.
زینب گیوه دارای کارشناسی ارشد تربیت بدنی گرایش فیزیولوژی ورزشی است؛ و همچنین مربی درجه یک و بین‌المللی والیبال، مربی بدنسازی عالی از آکادمی ملی المپیک ایران و مربی درجه سه آمادگی جسمانی است.

## افتخارات ورزشی
لیگ برتر والیبال ایران:
- قهرمانی: لیگ ۱۳۸۲، ۱۳۹۳ (به همراه دانشگاه آزاد)، لیگ ۱۳۹۰، ۱۳۹۱ (به همراه گیتی‌پسند)[۶]
- دومی: لیگ ۱۳۸۸ (به همراه پرسپولیس)، ۱۳۸۵، ۱۳۸۴، ۱۳۸۳، ۱۳۹۴ (به همراه دانشگاه آزاد)[۶]
- سومی: ۱۳۹۵، ۱۳۸۷، ۱۳۸۶ (به همراه دانشگاه آزاد)[۶]

بازیکن سال ایران۱۳۹۳
بازیکن اخلاق ایران سال۱۳۹۲